# 何榮幸
何榮幸（1966年—），是生於臺灣南投埔里鎮的記者與作家，曾任《自由時報》市政組組長及《中國時報》主筆、政治組主任、副總編輯兼調查採訪室主任，還有《天下雜誌》總主筆及「獨立評論＠天下」網站執行主編，財團法人報導者文化基金會創辦人、執行長及《報導者》第一任總編輯，現專任報導者文化基金會執行長。曾獲吳舜文新聞獎、曾虛白新聞獎報紙評論獎、卓越新聞獎新聞採訪報導獎、金鼎獎雜誌專題獎、亞洲卓越新聞獎（SOPA）。
曾任臺大新聞研究所第一屆傑出記者駐所講座、兼任實務教師、榮譽講座，現任臺大社會系兼任副教授（專技）。

## 生平
何榮幸出生於埔里，成長於臺北，並畢業於國立臺灣大學社會學系。在就讀臺大期間，他曾任《臺大法言》總編輯、臺大學生代表大會首任議長（改制後第一學期），並創立傳真社任總編輯兼社長。1991年，進入《自由時報》開啟其記者生涯，主要報導政治新聞。1994年，投入媒體改革運動，推動「黨政軍退出三臺」及媒體公共化運動。1995年，擔任臺灣新聞記者協會創會會長，其後擔任該會之《目擊者雙月刊》總編輯。
2000年，何榮幸至《中國時報》任職，並於明日報個人新聞臺開設個人網站《記者偏見之斷簡殘編》。後因個人新聞臺平臺於2001年毀損，重新於恢復後的個人新聞臺開設《記者偏見之斷簡殘編二臺》刊登文章，於政論網站《南方快報》以化名「turtle」轉載《記者偏見之斷簡殘編》文章。
2006年，何榮幸擔任臺大新聞所第一屆傑出記者駐所講座。2007年起擔任臺大新聞所實務教師兼榮譽講座。2012年8月，在旺中案引發走路工事件中，因對《中國時報》對於涉己議題公器私用的報導方式感到不滿而辭去副總編輯離職。2012年11月，加入《天下雜誌》並擔任總主筆。
2015年9月1日，與張鐵志共同創辦網路媒體《報導者》並任執行長及總編輯。
2018年3月，擔任臺大社會系兼任副教授，教授「公共社會學寫作」。
2018年9月，將《報導者》總編輯交棒給李雪莉，專任報導者文化基金會執行長。
2019年4月，與房慧真等人合著《煙囪之島：我們與石化共存的兩萬個日子》，6月與房慧真等人以「六輕營運二十年：科學戰爭下的環境難民」報導再獲亞洲卓越新聞獎（SOPA）。
2021年11月，《報導者》榮獲卓越新聞獎頒發「社會公器獎」。

## 家庭
何榮幸之妻郭淑媛亦為記者，曾任職於《中時晚報》。
何榮幸之女何采融亦為學生，為15歲。 (2022/8)

## 著作

### 個人
《學運世代：眾聲喧嘩的十年》、《媒體突圍：2005新聞獎大滿貫的幕後故事》、《學運世代：從野百合到太陽花》、《彳亍躓頓七十年：恰似末代武士的一生》（葉啟政口述）、《衝衝衝蘇貞昌：電火球智慧王的執行力》等。

### 合著
《民進黨執政之路》（與宋朝欽、張瑞昌合著）、《破曉：2000陳水扁勝選大策略》（與張瑞昌、郭淑媛、羅如蘭合著；張俊雄、邱義仁、游盈隆策劃）、《我的小革命：相信夢想，相信自己內在的力量！》（與黃哲斌、謝錦芳、郭石城、高有智合著）、《不只是林書豪：是NBA、是人生、是社會、是美學》（與吳錦勳、楊照、詹偉雄合著）、《煙囪之島：我們與石化共存的兩萬個日子》（與房慧真等人合著）等。

### 擔任策畫
《黑夜中尋找星星：走過戒嚴的資深記者生命史》、《臺灣久久：臺灣百年生活印記》等。

## 外部連結
- 何榮幸的Facebook專頁
- 天下雜誌何榮幸部落格 （页面存档备份，存于）
- 記者偏見之斷簡殘篇 （页面存档备份，存于）